# Пиловий кролик
Пиловий кролик (англ. Dust Bunny) — майбутній американський фільм жахів, режисером і сценаристом якого є Браян Фуллер. У головній ролі знімається Мадс Міккельсен. Це буде дебют Фуллера як режисера повнометражного фільму. До цього разом вони працювали коли  Міккельсен зіграв роль Ганнібала Лектера у серіалі від NBC "Ганнібал", де Фуллер був шоуранером

Дата релізу: 12 грудня 2025 

## Сюжет
Восьмирічна дівчинка просить свого сусіда допомогти їй вбити монстра під її ліжком, який, на її думку, вбив її родину.
«Вона [дівчинка] вірить, що вдома у неї щось відбувається… І тоді я приходжу і рятую її. Це… Браян Фуллер. Цей фільм божевільний. Він розрахований на підлітків, але, думаю, сподобається нам усім».
— Мадс Міккельсен на Comofan (Італія), 2024

## У ролях
- Мадс Міккельсен
- Сіґурні Вівер
- Девід Дастмалчян

## Виробництво
Проєкт був анонсований у 2022 році. Фільмування відбулись в Угорщині  в 2023 році.
У червні 2023 року стало відомо, що Сіґурні Вівер також доєдналась до касту. В інтерв’ю New York Social Diary вона зазначила, що грає «ще одну не надто приємну особу» у противагу персонажу Міккельсена 
У грудні 2023 року було оголошено, що до фільму приєднався Девід Дастмалчян 
Основні зйомки розпочалися в Будапешті у червні 2023 року. Оскільки виробництво фільму не було Альянсу кінематографічних і телевізійних продюсерів (AMPTP), воно отримало тимчасову угоду, що дозволила продовжити зйомки під час страйку SAG-AFTRA 2023 року. 

## Прем'єра
Дата прем'єри фільму ще не оголошена.